# Francesco di Bartolo
Francesco di Bartolo, detto anche Francesco da Buti o di Bartolo da Buti (Pisa o forse Buti, 1324 – Pisa, 25 luglio 1406), è stato un critico letterario e latinista italiano, uno dei primi commentatori della Divina Commedia.

## Biografia

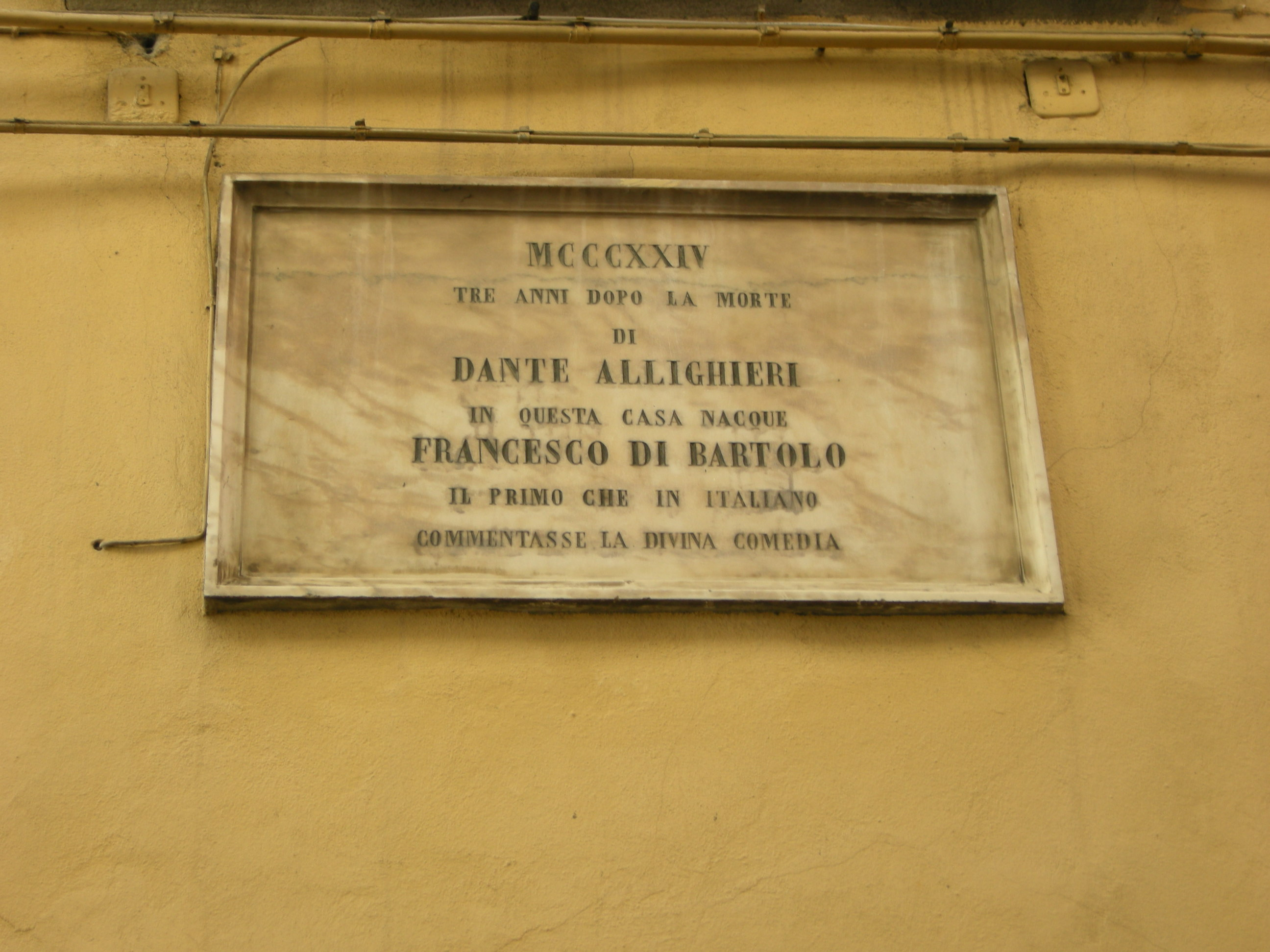
La lapide posta a Buti in memoria di Francesco di Bartolo.

Non sappiamo esattamente dove è nato, secondo alcune fonti storiche a Pisa, secondo altri a Buti. Quello che è certo è che la sua famiglia era originaria di Buti.
Fu un uomo politico di primissimo piano della Pisa del '300. Nel 1398 venne nominato ambasciatore per la repubblica di Pisa. Il 15 maggio dello stesso anno concluse per conto di Pisa la pace con le altre città toscane a Venezia.
Fu anche professore presso l'Università di Pisa e grammatico, cioè esperto e insegnante di latino e, in quanto tale, chiosò le Satire di Persio, commentò l'Ars poetica di Orazio e il Doctrinale di Alessandro di Villa Dei. Compose anche un Dictamen e una famosa grammatica per lo studio del latino, ovvero le Regule gramaticales, con un'appendice di Regule rethorice sempre per uso scolastico. Inoltre postillò la Tebaide di Stazio e lavorò su Terenzio.
La sua fama però si deve senza dubbio al lavoro esegetico compiuto sulla Divina Commedia di Dante Alighieri. Per incarico dell'università intraprese i commenti della Divina Commedia, che era stata scritta da appena cinquant'anni. Fu uno dei primi commentatori della Divina Commedia insieme a Benvenuto da Imola, Landino, Pietro di Dante e Jacopo di Dante, insieme ai quali viene spesso citato. Il suo Commento, steso in volgare pisano, è databile tra il 1385 e il 1396, anche se è probabile che vi lavorò, apportandovi modifiche, correzioni e integrazioni, fino alla morte, avvenuta a Pisa nel 1406. Il Commento butiano fornisce una puntuale analisi letterale, allegorica e morale all'intera Commedia.
È sepolto nel chiostro del convento di San Francesco a Pisa.
A Francesco di Bartolo è dedicato il Teatro di Buti e la scuola secondaria di primo grado di Buti.